# Bo (namn)

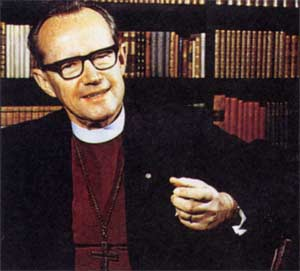
Bo Giertz på 1950-talet.

Namnet Bo är ett fornnordiskt namn som betyder 'bofast'. Män vid namn Bo får ofta smeknamnet Bosse, exempelvis Bo (Bosse) Ringholm. Namnet är oftast, men inte endast, använt för män.
Äldsta belägg i Sverige är en runinskrift från 1000-talet, då i formen Boe.
Namnet Bo har ärvts inom flera adelsätter, men var före 1900 ett mycket ovanligt namn bland vanligt folk. Populariteten har avtagit sedan 1950-talet, och namnet ges numera mest som andranamn. Den 31 december 2019 fanns det totalt 87 071 män i Sverige med namnet, varav 38 554 med det som tilltalsnamn. År 2014 fick 67 pojkar namnet som tilltalsnamn. Namnet är huvudsakligen ett mansnamn men kan även vara ett kvinnonamn och bärs bland annat av skådespelerskan Bo Derek. Bo är både i Bo Dereks och Bo Diddleys fall inte deras dopnamn, utan troligen från början ett smeknamn.
Namnsdag i Sverige: 5 juni. I den finlandssvenska namnsdagslängden har Bo namnsdag 18 augusti sedan starten 1929, då en egen namnsdagskalender togs i bruk för finlandssvenskar.

## Personer med namnet Bo
Kvinna
- Bo Derek

Män
- Bo Althoff
- Bo Inge Andersson
- Bo Balderson
- Bo Berggren (1936–2023), svensk industriman
- Bo Berggren (född 1951), svensk ishockeyspelare
- Bo Bergman
- Bo Bernhardsson
- Bo Beskow
- Bosse Broberg
- Bo Burnham
- Bo Bylund
- Bo Carpelan, finlandssvensk författare
- Bo Cavefors
- Bo Diddley, amerikansk rockmusiker
- Bo Ekelund
- Bo Ericson (friidrottare)
- Bo Forssander
- Bo Giertz
- Bo Gustafsson, gångare, OS-silver 1984
- Bo Gustafsson (ekonomhistoriker)
- Bo G. Hall
- Bo Hammarskjöld
- Bo Hansson (musiker)
- Bo Hansson (gitarrist)
- Bo Hansson (journalist)
- Bo Holmberg
- Bo Holmqvist
- Bo Holmström
- Bo Johan Hultman, filmkritiker
- Bo Eric Ingelmark
- Bo Ingerstam
- Bo Isovaara
- Bo Johansson (musikpedagog)
- Bo Johnson (musiker)
- Bo Jonsson Grip
- Boo Kullberg, gymnast, OS-guld 1912
- Bo Källstrand
- Bo Könberg
- Bo Larsson (arkitekt), (1923–2004)
- Bo Larsson (fotbollsspelare), (1944–2023)
- Bo Larsson (företagare), född 1945
- Bo Larsson (konstnär), född 1945
- Bosse Larsson, programledare, (1934–2015)
- Bo Linde
- Bo Lindman, militär, idrottsledare, OS-guld i modern femkamp 1924, OS-silver 1928 och 1932
- Bo Ljungberg (friidrottare) (1911–1984), en svensk friidrottare i stavhopp, trestegshopp och mångkamp
- Bo Ljungberg (konstnär) (1939–2007), del av en svenska konstnärsduo med Holger Bäckström, se Beck & Jung
- Bo Lundgren
- Bo-Ebbe Löfberg
- Bo Maniette
- Bo Martinsson
- Bo Bosse Nilsson, bandymålvakt, bandy- och fotbollsdomare
- Bo Nilsson (tonsättare)
- Bo (Bosse) Parnevik
- Bo Ralph
- Bo (Bosse) Ringholm
- Bo Samuelsson
- Bo Setterlind
- Bo Sigheden
- Bo Sigvardson
- Bo Jonas Sjönander
- Bo Strömstedt
- Bo Sundblad
- Bo Sundquist
- Bo Sundström "Bo Kasper"
- Bo Toresson
- Bo Turesson
- Bo Westin
- Bo Widerberg